# Йохан Фридрих фон Даун-Пютлинген
Йохан Фридрих фон Даун-Пютлинген (на немски: Johann/Johannes Friedrich von Dhaun-Püttlingen; * 24 юли 1724/1725/1727; † 27 януари 1750) е лотарингски вилдграф и Рейнграф на Салм-Даун в Пютлинген, Флонхайм и Димеринген.

## Биография
Той е син на вилдграф и Рейнграф Валрад фон Салм-Даун (1686 – 1730), граф на Пютлинген, и съпругата му графиня Доротея фон Насау-Саарбрюкен-Отвайлер (1692 – 1740), дъщеря на граф Фридрих Лудвиг фон Насау-Отвайлер (1651 – 1728) и графиня Кристиана фон Алефелдт (1659 – 1695). Внук е на граф Йохан Филип фон Салм-Даун (1645 – 1693) и графиня Анна Катарина фон Насау-Отвайлер (1653 – 1731).
Когато Йохан Фридрих е на три години баща му умира 1730 г.
Йохан Фридрих фон Даун-Пютлинген умира на 25 години без наследници на 27 януари 1750 г. и е погребан в Св. Йоханисберг.

## Фамилия
Йохан Фридрих фон Даун-Пютлинген се жени на 25 октомври 1747 г. за Каролина Фридерика фон Салм-Грумбах (* 4 април 1733; † 23 юли 1783), дъщеря на вилд и Рейнграф Карл Валрад Вилхелм фон Салм-Грумбах (1701 – 1763) и Юлиана Франциска фон Прьозинг-Лимпург (1709 – 1775). Те имат двама сина, които умират като бебета:
- Карл Леополд Лудвиг (* 30 декември 1748; † 23 февруари 1750)
- Фридрих Вилхелм (* 5 януари 1750; † 10 юни 1750)

Вдовицата му Каролина Фридерика фон Салм-Грумбах се омъжва втори път на 9 април 1756 г. за граф Карл Фридрих фон Вартенслебен (* 13 март 1710; † 6 март 1778, Бон) и има с него осем деца.